# España (Albéniz)
Pour les articles homonymes, voir España.

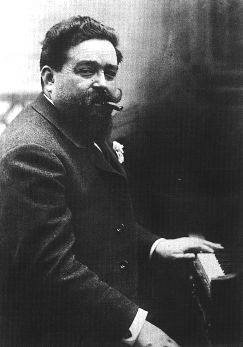
Isaac Albéniz en 1901.

España (op.165) est une suite pour piano (Seis hojas de álbum, six feuillets d'album) composée par Isaac Albéniz en 1893.

## Composition
1. Prélude
2. Tango (Tango en ré)
3. Malagueña
4. Serenata
5. Capricho (« caprice » catalan)
6. Zortzico, évocateur du Pays basque[1]

## Tango
Le Tango en ré est une pièce au caractère romantique composée en ré majeur. Norman Lloyd a dit à propos de cette pièce « Le plus célèbre tango dans la musique de concert est le petit Tango en ré d'Isaac Albéniz. »
Depuis que le Tango en ré a été transcrit pour guitare classique par Miguel Llobet, il est devenu l'une des œuvres les plus importantes du répertoire de cet instrument. Il a été joué et enregistré par des guitaristes tels que Julian Bream et John Williams. Il y existe d'autre transcriptions comme celle d'Andrés Segovia ou d'Alexandre Lagoya.

## Discographie
- Esteban Sánchez, « Isaac Albéniz, España & Suite Española no 1 » (1968-1969, Ensayo ENY-CD-97313)